# 전광렬
전광렬(田光烈, 1960년 2월 11일 ~ ) 은 대한민국의 배우이다.

## 생애
1960년 2월 11일 서울특별시 종로구 창신동에서 출생한 그는 본관은 담양이며 종교는 개신교이다.
추계예술대학교 음악학과에서 바순을 전공하였고 연주회 모습을 눈 여겨본 방송 관계자의 권유로 탤런트 시험을 쳐 1980년 TBC 22기 공채 탤런트로 정식 데뷔하였다.

## 학력
- 1966년 ~ 1972년 서울숭례초등학교
- 1972년 ~ 1975년 보성중학교
- 1975년 ~ 1978년 보성고등학교
- 1978년 ~ 1986년 추계예술대학교 음악학과 학사

## 경력
- 1980년 TBC 22기 공채 탤런트
- 2000년 모닉스 홍보이사
- 2003년 생명나눔실천본부 홍보대사
- 2007년 제주국제자유도시개발센터 홍보대사
- 2009년 건국대학교 그린경영 산학협력 홍보대사
- 2011년 그물망 지속가능 복지 포럼 홍보대사
- 2012년 초록우산 어린이재단 홍보대사
- 2015년 경상북도 의료관광 홍보대사
- 2016년 거제시 홍보대사
- 2020년 통영해양경찰서 홍보대사

## 출연 작품

### 드라마
- 1980년 10월 1일 ~ 1980년 11월 30일 TBC 매일연속극 《달동네》
- 1980년 12월 1일 ~ 1981년 9월 5일 KBS 1TV 일일연속극 《달동네》(언론통폐합으로 이어서 방송)
- 1986년 KBS 2TV 수목드라마 《뜨거운 강》
- 1988년 KBS 2TV 단막극 《드라마게임 - 황혼》 ... 동호 역
- 1989년 KBS 1TV 6.25 특집극 《지리산》 ... 이규 역
- 1990년 KBS 1TV 창사기념특집극 《잃어버린 섬》
- 1990년 KBS 2TV 주말연속극 《여명의 그날》 ... 김일성 역
- 1991년 KBS 1TV 설날특집극 《너두 늙어봐라》
- 1991년 KBS 2TV 수목드라마 《촛불처럼 타다》
- 1992년 SBS 아침연속극 《고독의 문》
- 1992년 SBS 아침연속극 《겨울새》
- 1993년 MBC 수목미니시리즈 《폭풍의 계절》
- 1994년 MBC 수목드라마 《야망》
- 1994년 KBS 2TV 주말연속극 《남자는 외로워》 ... 강인용 역
- 1994년 KBS 1TV 설날특집드라마 《2부작 - 너의 뺨에 입맞추리》
- 1994년 MBC 주간드라마 《종합병원》 ... 일반외과 전공의 백현일 역
- 1994년 MBC 주말연속극 《여울목》 ... 나종수 역
- 1994년 MBC 창사 33주년 특별기획드라마 《거인의 손》 ... 송률 역
- 1995년 KBS 2TV 미니시리즈 《가면 속의 천사》 ... 이현우 역
- 1996년 MBC 수목드라마 《미망》 ... 박승재 역
- 1996년 MBC 월화미니시리즈 《그들의 포옹》 ... 이경안 역
- 1996년 SBS 아침연속극 《만남》 ... 박승규 역
- 1997년 SBS 드라마스페셜 《모델》 ... 유장학 역
- 1997년 KBS 1TV TV소설 《초원의 빛》 ... 한지우 역
- 1998년 MBC 월화미니시리즈 《애드버킷》 ... 신화로펌 오준성 변호사 역
- 1998년 MBC 일요아침드라마 《사랑밖엔 난 몰라》 ... 백몽구 역
- 1998년 MBC 단막극 《MBC 베스트극장 - 지하철 치한에 관한 보고서》
- 1999년 SBS 드라마스페셜 《청춘의 덫》 ... 노영국 역
- 1999년 MBC 주말연속극 《장미와 콩나물》 ... 최정대 역
- 1999년 MBC 창사 38주년 특별기획드라마 《허준》 ... 허준 역
- 2002년 KBS 2TV 특별기획드라마 《장희빈》 ... 숙종 역
- 2004년 MBC 창사 43주년 특별기획드라마 《영웅시대》 ... 대한상회 국대호 사장 역
- 2005년 MBC 주말연속극 《사랑찬가》 ... 강새한 역
- 2005년 SBS 금요드라마 《사랑공감》 ... 박치영 역
- 2006년 MBC 창사 45주년 특별기획드라마 《주몽》 ... 금와왕 역
- 2007년 SBS 대하사극 《왕과 나》 ... 판내시부사 조치겸 역
- 2009년 SBS 대기획 《태양을 삼켜라》 ... 장민호 역
- 2010년 KBS 2TV 수목드라마 《제빵왕 김탁구》 ... 거성식품 구일중 회장 역
- 2011년 SBS 드라마스페셜 《싸인》 ... 이명한 역
- 2011년 SBS 월화드라마 《무사 백동수》 ... 김광택 역
- 2011년 MBC 창사 50주년 특별기획드라마 《빛과 그림자》 ... 장철환 역
- 2012년 MBC 수목미니시리즈 《보고싶다》 ... 김상호 역 (특별출연)
- 2013년 MBC 월화특별기획 《불의 여신 정이》 ... 이강천 역
- 2013년 SBS 주말극장 《열애》 ... 강문도 역
- 2015년 KBS 2TV 수목드라마 《복면검사》 ... 조상택 역
- 2015년 KBS 2TV 월화드라마 《너를 기억해》... 이중민 역 (특별출연)
- 2015년 SBS 드라마 스페셜 《리멤버 - 아들의 전쟁》 ... 서재혁 역
- 2016년 SBS 월화드라마 《대박》 ... 이인좌 역
- 2016년 MBC 창사 55주년 특별기획드라마 《옥중화》 ... 박태수 역
- 2017년 MBC 주말드라마 《당신은 너무합니다》 ... 박성환 역
- 2017년 KBS 2TV 월화드라마 《마녀의 법정》 ... 조갑수 역
- 2020년 TV조선 토일드라마 《바람과 구름과 비》 ... 흥선대원군 이하응 역
- 2022년 KBS 2TV 수목드라마 《징크스의 연인》 ... 선삼중 역

### 영화
- 2001년 《나도 아내가 있었으면 좋겠다》 ... 과장 역
- 2001년 《베사메무쵸》 ... 이철수 역
- 2002년 《2424》 ... 박태호 역
- 2018년 《머니백》 ... 문상렬 의원 역
- 2019년 《유정: 스며들다》 ... 강정욱 역

### TV광고
- OB맥주 오비라거 (Feat. 이재룡, 이종원, 강석우, 유하영)
- 해태제과식품 허브 큐
- 헨켈 컴배트
- 조아제약 - 바소크린
- 세정 인디안모드
- LG생활건강 죽염 우루덱스
- DB금융투자
- S-OIL 슈퍼크린 플러스 (Feat. 임현식, 홍충민)
- 대한손해보험협회 - 도로 위의 월드컵 2년 후에 이깁시다.
- 한국낙농육우협회 사랑의 우유 나누기 캠페인
- 앨트웰 - 앨트파이 정수기
- 한국지엠 레간자
- DB손해보험
- 한솔동의보감
- 한국야쿠르트 야쿠르트400, 쿠퍼스
- 보람상조
- LG유플러스 국제전화 002
- 서울우유 리이브
- 한국가스안전공사
- 한국인삼공사 정관장 홍삼정 에브리타임
- 한국호야렌즈
- R2 모바일
- 평창 라마다 호텔&스위트
- 농심 짬뽕건면
- 명인제약 이가탄 (Feat. 김지호)

### 기타
- 공사창립특집 《고선지루트 3부》 - 내레이션
- 《추적 사건과 사람들》
- 《전광렬의 세상 따라잡기》
- 시트콤 《세 친구》 - 한의사 역
- 《아빠본색》
- 《마이 리틀 텔레비전 V2》
- 2020년 TV CHOSUN 《뽕숭아학당》
- 2021년 MBC 《OPAL이 빛나는 밤》 - 고정출연 (2021년 2월 18일 ~ 2월 25일)
- 2023년 MBC 《황금어장 라디오스타》 게스트

## 수상 및 후보
| 연도 | 시상식                        | 부문                             | 작품              | 결과 |
| ---- | ----------------------------- | -------------------------------- | ----------------- | ---- |
| 2000 | 제36회 백상예술대상           | TV부문 남자 인기상               | 허준              | 수상 |
| 2000 | MBC 연기대상                  | 대상                             | 허준              | 수상 |
| 2000 | MBC 연기대상                  | 남자 최우수연기상                | 허준              | 후보 |
| 2001 | 제22회 청룡영화상             | 신인남우상                       | 베사메무쵸        | 후보 |
| 2004 | MBC 연기대상                  | 남자 최우수연기상                | 영웅시대          | 후보 |
| 2005 | MBC 연기대상                  | 남자 최우수연기상                | 사랑찬가          | 후보 |
| 2005 | SBS 연기대상                  | 연속극부문 남자 연기상           | 사랑공감          | 후보 |
| 2006 | MBC 연기대상                  | 대상                             | 주몽              | 후보 |
| 2006 | MBC 연기대상                  | 남자 최우수연기상                | 주몽              | 수상 |
| 2007 | SBS 연기대상                  | 남자 최우수연기상                | 왕과 나           | 수상 |
| 2007 | SBS 연기대상                  | 10대 스타상                      | 왕과 나           | 수상 |
| 2009 | SBS 연기대상                  | 남자 최우수연기상                | 태양을 삼켜라     | 후보 |
| 2010 | 제44회 납세자의 날 성실납세자 | 표창                             | 빈칸              | 수상 |
| 2010 | 제3회 코리아 드라마 어워즈    | 남자 주연상                      | 제빵왕 김탁구     | 후보 |
| 2010 | KBS 연예대상                  | 공로상                           | 빈칸              | 수상 |
| 2010 | KBS 연기대상                  | 대상                             | 제빵왕 김탁구     | 후보 |
| 2010 | KBS 연기대상                  | 남자 최우수연기상                | 제빵왕 김탁구     | 후보 |
| 2011 | SBS 연기대상                  | 특별기획부문 남자 우수연기상     | 무사 백동수       | 수상 |
| 2012 | MBC 연기대상                  | 남자 황금연기상                  | 빛과 그림자       | 수상 |
| 2013 | SBS 연기대상                  | 장편드라마부문 남자 최우수연기상 | 열애              | 수상 |
| 2017 | MBC 연기대상                  | 주말극부문 남자 최우수연기상     | 당신은 너무합니다 | 후보 |